# 四氟化錳
四氟化錳，是锰的氟化物中，锰元素价态最高的化合物，同时也是一种强氧化剂，可以分解为三氟化錳和氟气，通过合成四氟化锰随后将其分解产生氟气的方法可以纯化单质氟。

## 合成方法
四氟化锰的制备方法在1961年被明确地报道出来。通过在550°C下将氟气通入二氟化锰或其他二价锰化合物并与之反应即可得到四氟化锰，产生的四氟化锰升华成气态后在冷手指内凝华得到四氟化锰的固体产物。尽管可以通过增加氟气压力（4.5－6 bar，180－320 °C）来阻止产物的升华并用机械搅拌的方法避免产物晶粒的烧结，但这仍是合成四氟化锰最常见的方法。该反应也可以锰粉为原料在流化床上进行。
其他制备四氟化锰的方法包括用二氟化氪氟化二氟化锰，二氟化锰与溶解在液态氟化氢中的氟气在紫外光照射下发生氟化反应，也可以通过酸碱反应通过五氟化锑和K2MnF6制备：
K2MnF6 + 2 SbF5 → MnF4 + 2 KSbF6

## 反应

### 分解
四氟化锰和三氟化锰与氟气之间存在化学平衡：
MnF4 ⇌ MnF3 + 1/2 F2
升温会导致四氟化锰分解，氟气的存在则会抑制四氟化锰分解。目前该反应的平衡常数不明。有来源称MnF4在室温下就会缓慢分解，另有来源称它70 °C时才分解，还有来源称MnF4到了320 °C时还能稳定存在。

### 其它反应
四氟化锰与水和石油醚剧烈反应，与湿气接触时便分解。它和碱金属氟化物或浓氢氟酸反应，生成黄色的六氟合锰(IV)酸根离子（MnF62−）。

## 用处
四氟化锰最主要的用处是纯化氟气。氟气通过电解加入少量氟化钾的无水氟化氢而成，但反应产生的氟气会有氟化氢、氧气（从痕量水产生），反应物氟化氢里还可能有五氟化砷等重金属氟化物。它们都会影响需要使用高纯氟刻蚀硅晶圆的半导体工业。
不纯的氟气可通过和MnF3反应，生成四氟化锰来纯化。在该反应中，重金属杂质都会产生不挥发的氟化物，HF、O2则不反应。反应产生的MnF4之后会被加热到380 °C，生成纯度99.95%的氟气，并变回MnF3。此外，四氟化锰的运输比氟气罐便宜、安全。

## 相关化合物
碱金属和碱土金属形成的六氟合锰(IV)酸盐（MnF62−）是黄色的，早在1899年就已被发现，可由在对应氟化物存在下氟化MnF2而成。它们比四氟化锰稳定。六氟合锰(IV)酸钾（K2MnF6）也可通过在50%氢氟酸里还原高锰酸钾而成。它参杂到氟硅酸钾后会产生发红光的磷光体。
2 KMnO4 + 2 KF + 10 HF + 3 H2O2 → 2 K2MnF6 + 8 H2O + 3 O2
MMnF5（M = K、Rb、Cs）可通过氟化MMnF3或是[MnF4(py)(H2O)]与MF反应而成。柠檬黄色的M3MnF7（M = K、Rb、Cs）也已合成。

### 延伸阅读
- Gubkina, N. I.; Sokolov, Sergey V.; Krylov, E. I. . Russ. Chem. Rev. 1966, 35 (12): 930–41. Bibcode:1966RuCRv..35..930G. S2CID 250817326. doi:10.1070/RC1966v035n12ABEH001550..
- Hoppe, R.; Müller, B.; Burgess, J.; Peacock, R. D.; Sherry, R. . J. Fluorine Chem. 1980, 16 (2): 189–91. doi:10.1016/S0022-1139(00)82393-3..